# Топчии
Топчѝи е село в Североизточна България. То се намира в община Разград, област Разград.

## География
Селото е разположено в речната долина на някога пълноводната Топчийска река. Основата на долината е равна и оградена от скалите и склоновете на околните хълмове. Областният център Разград се намира на 18 km на юг по Републикански път II-49.

## История
Първите сведения за селото като населено място датират от 7 век. Според изследователи южно от селото в местността Чаирлъка до пещерата Юртлука има останки от средновековна крепост. В по-новата история селото е споменато от пътешественика Феликс Каниц през 1870.
Според данни от Централния военен архив във Велико Търново по време на войните за национално обединение около 70% от жителите на Топчии воюват под знамето на Деветнадесети пехотен шуменски полк. През 1915 г. полкът е дислоциран южно от селото в местността, днес известна като Лагера. През пролетта на 1916 г. войници родом от Опака построяват селската чешма с каменните корита. На видно място върху чешмата, на мраморна плоча е изписано: „Не забравяй Добруджа. 1916 г.“.

## Население
Численост на населението според преброяванията през годините:
| \| Година на преброяване \| Численост \| \| --------------------- \| --------- \| \| 1934 \| 2072 \| \| 1946 \| 2024 \| \| 1956 \| 1759 \| \| 1965 \| 1312 \| \| 1975 \| 1140 \| \| 1985 \| 824 \| \| 1992 \| 697 \| \| 2001 \| 568 \| \| 2011 \| 450 \| \| 2021 \| 390 \| |           |
| Година на преброяване | Численост |
| 1934 | 2072      |
| 1946 | 2024      |
| 1956 | 1759      |
| 1965 | 1312      |
| 1975 | 1140      |
| 1985 | 824       |
| 1992 | 697       |
| 2001 | 568       |
| 2011 | 450       |
| 2021 | 390       |

### Етнически състав
Преброяване на населението през 2011 г.
Численост и дял на етническите групи според преброяването на населението през 2011 г.:
|                     | Численост | Дял (в %) |
| Общо                | 450       | 100.00    |
| Българи             | 361       | 80.22     |
| Турци               |           |           |
| Цигани              | 0         | 0.00      |
| Други               |           |           |
| Не се самоопределят | 8         | 1.77      |
| Неотговорили        | 78        | 17.33     |

## Културни и природни забележителности
В селото от края на XIX век функционира Народно читалище „Просвета-1895“. То е основано на 21 януари 1895 от свещеника Симеон Петров, а през 1970 претърпява последната си реконструкция под ръководството на архитектите Петър Попов и Камен Георгиев.
Местният православен храм е посветен на Свети Георги Победоносец. На 28 ноември 1981 г. в селото е открит етнографски комплекс, чиято експозиция показва традициите, бита и културата на капанците.

### Скални пещери
Най-популярните природни забележителности на селото са осемте скални пещери:
- „Дочоулите пещери“ – (с дължина 305 метра)
- „Маргели“ – (с дължина 196 метра)[10]
- „Думчелката 3“ – (с дължина 50 метра)
- „Драганова дупка“ – (с дължина 34 метра)
- „Горното Маргели“ – (с дължина 30 метра)
- „Юртлука“ – (с дължина 23 метра)
- „Малката Думчелка“ – (с дължина 16 метра)
- „Герековата пещера“ – (с дължина 14 метра)

## Редовни събития
Традиционният годишен събор се провежда на 6 май Гергьовден.

## Личности
Родени
- Иван Донев (1941 – 2011), хореограф
- Петко Петров, революционер от ВМОРО, четник на Тале Кръстев[11]